# Banfora
Banfora es una ciudad en el suroeste de Burkina Faso, cuya población es, aproximadamente de 117.200 habitantes. Se ha desarrollado mediante la industria de la caña de azúcar y se encuentra en la línea ferroviaria que une Abiyán y Uagadugú.
Es uno de los principales destinos turísticos de Burkina Faso, ya que desde la ciudad se accede fácilmente a las cascadas, el lago Tengrela, en el que habitan hipopótamos, y las montañas de Sindou, una formación rocosa natural muy conocida por los escaladores y escaladoras.